# Kim Chwa-chin
Kim Chwa-chin (hangul 김좌진, hancha 金佐鎭), zwany także jako Baekya (hangul 백야, hancha 白冶; ur. 16 grudnia 1889 w Hongseong, zm. 24 stycznia 1930 w Mandżurii) – koreański generał, działacz niepodległościowy i anarchistyczny, który odegrał ważną rolę we wczesnych próbach rozwoju anarchizmu w Korei.

## Życiorys
Urodził się w zamożnej rodzinie (z rodu Andong Kim) w Hongseong, w prowincji Chungcheong. Jego ojcem był Kim Hyeong-gyu. W wieku 18 lat Kim publicznie spalił rejestr pięćdziesięciu rodzin niewolników, po czym dokonał ich wyzwolenia i zapewnił każdej z nich wystarczającą ilość ziemi do życia. Był to pierwszy przypadek emancypacji niewolników we współczesnej Korei.

### Działalność
Kim Chwa-chin od wczesnych lat walczył z japońskim imperializmem. W 1919 założył armię północnego urzędu administracji wojskowej (hangul 북로군정서군, hancha 北路軍政署軍). Jako generał dowodził Koreańską Armią Niepodległościową w bitwie o Cheongsanri.
Kiedy w 1929 grupy anarchistyczne i nacjonalistyczne założyły w Mandżurii w prefekturze Shinmin wspólnotę rebeliantów, Kim Chwa-chin został wybrany na przywódcę swoich sił zbrojnych. Oskarżono go o organizowanie i prowadzenie ataków partyzanckich na Japończykach. Chociaż japońscy żołnierze byli znacznie bardziej doświadczeni i lepiej uzbrojeni niż formacja Kima, to ataki partyzantów odniosły sukces zarówno w obronie młodej anarchistycznej społeczności Shinmin, jak i w zachęcaniu innych grup w północno-wschodniej Azji do opierania się okupantom.
Został zamordowany w 1930 podczas przeprowadzania naprawy młyna ryżowego zbudowanego w Shinminie przez Koreańską Federację Anarchistyczną. Mimo że sam zabójca nigdy nie został odnaleziony, jego asystent został złapany i stracony.

## Shinmin po Kim Chwa-chin
Po zamordowaniu Kim Chwa-china ruch anarchistyczny w Mandżukuo oraz Korei został poddany masowym represjom. Japonia wysłała wojska do ataku na Shinmin od południa, podczas gdy siły Kuomintangu atakowały od północy. Latem 1931 roku najważniejsi anarchiści z Shinmin zostali zabici, a wojna na dwóch frontach stawała się nie do utrzymania. Anarchiści przeszli do podziemia, a anarchistyczne Shinmin przestało w praktyce istnieć.
Jako przywódca koreańskiego ruchu niepodległościowego, Kim jest pamiętany zarówno w Korei Północnej, jak i Południowej. W 1991 miasto Hongseong przywróciło mu jego miejsce urodzenia. Obecnie w październiku każdego roku odbywa się festiwal na jego cześć